# Rhinocypha viola
Rhinocypha viola là loài chuồn chuồn trong họ Chlorocyphidae. Loài này được Orr mô tả khoa học đầu tiên năm 2002.